# アジャクシオ・ナポレオン・ボナパルト空港
アジャクシオ・ナポレオン・ボナパルト空港（フランス語: Aéroport d'Ajaccio-Napoléon-Bonaparte、コルシカ語: Aeruportu di Aiacciu Nabulione Buonaparte）は、フランスのコルス＝デュ＝シュド県アジャクシオにある空港。コミューター航空会社のエール・コルシカの拠点で、フランス本土とのあいだで定期便を運航している。
空港の名称は、アジャクシオ出身のナポレオン・ボナパルトに由来する。かつてはカンポ・デローロ空港 (Campo dell'Oro) といった。

## 歴史
飛行場が置かれる以前のカンポ・デローロは、グラヴォナ川河口の沖積平野であった。地名は「金の野原」を意味するが、その由来は判然としない。19世紀のある記録では豊かな穀倉地帯とされる一方で、マラリアの蔓延する湿地帯とも記された。第二次世界大戦以前には草地の飛行場が設置され、1935年にマルセイユとのあいだに水上機の定期便が就航している。
1943年には、フランスの第1陸軍工兵隊がヴェジューヴ作戦によりアジャクシオに上陸を果たしたことでコルシカ島の解放がはじまった。その数ヶ月後には、イギリス空軍のフランス人部隊である自由フランス空軍のGC2/7戦闘機部隊がスーパーマリン スピットファイアをカンポ・デローロの飛行場に置き、駐留を開始した。滑走路が草地であることから、重戦闘機の配備は不可能であった。
1944年、アメリカ陸軍航空隊が空港を接収し、P-51飛行中隊が離陸できるよう、穴あき金属マットで舗装を行った。P-51飛行中隊は、コルシカ島東岸に新たに設営した飛行場から飛び立つB-26の護衛の任務を果たした。カンポ・デローロは比較的滑走路が短く、近くに山地もあるため、大型の航空機にとっては離着陸の難しい飛行場であった。戦争の終結に向けて滑走路は舗装され、近代的な空港に生まれ変わった。

## 就航路線
| 航空会社                     | 就航地 |
| ---------------------------- | --- |
| エール・コルシカ             | リヨン、マルセイユ、ニース、パリ・オルリー、トゥールーズ 季節運航： シャルルロワ、クレルモン＝フェラン、ローマ・フィウミチーノ、トゥーロン、ヴェネツィア、チューリッヒ |
| エールフランス               | パリ・オルリー 季節運航： ブリーヴ、カーン、カストル、リヨン、ナント、パリ・シャルル・ド・ゴール、ポワティエ                                                           |
| アメリア・インターナショナル | 季節運航： ブリーヴ |
| イージージェット             | 季節運航： バーゼル/ミュールーズ、ボルドー、ジュネーヴ、リヨン、ナント、パリ・シャルル・ド・ゴール                                                                     |
| ルクスエア                   | 季節運航： ルクセンブルク |
| ノルウェー・エアシャトル     | 季節運航： オスロ |
| トランサヴィア               | 季節運航： アムステルダム、ブレスト |
| ボロテア                     | 季節運航： ボルドー、ブレスト、カーン、リール、リヨン、モンペリエ、ナント、ストラスブール、トゥーロン                                                                  |

## 事故
- イネックス・アドリア航空1308便墜落事故 - 1981年12月1日、当空港へ着陸予定であったイネックス・アドリア航空1308便が墜落、乗員・乗客全員が死亡した[16]。